# San Giuliano di Puglia
San Giuliano di Puglia è un comune italiano di 986 abitanti della provincia di Campobasso in Molise.

## Storia
Il borgo ha origini medievali e sorge su un antico colle abitato dei Sanniti. Nel IX secolo risulta costruita una abbazia dedicata a sant'Elena. Nel XII secolo San Giuliano è incluso nel Contado del Molise.
Nel 1490 il paese è devastato da un terremoto che lascia illesa soltanto la chiesa parrocchiale.
Nuovamente nel 2002 un terremoto danneggia il centro e provoca il crollo di una scuola elementare, causando la morte di 27 bambini e di un'insegnante.
I bimbi più piccoli che persero la vita erano nati nel 1996; da allora, San Giuliano di Puglia non ha più questa leva.

### Simboli
Nello stemma e raffigurato san Giuliano martire. Il gonfalone è un drappo di azzurro.

## Monumenti e luoghi d'interesse

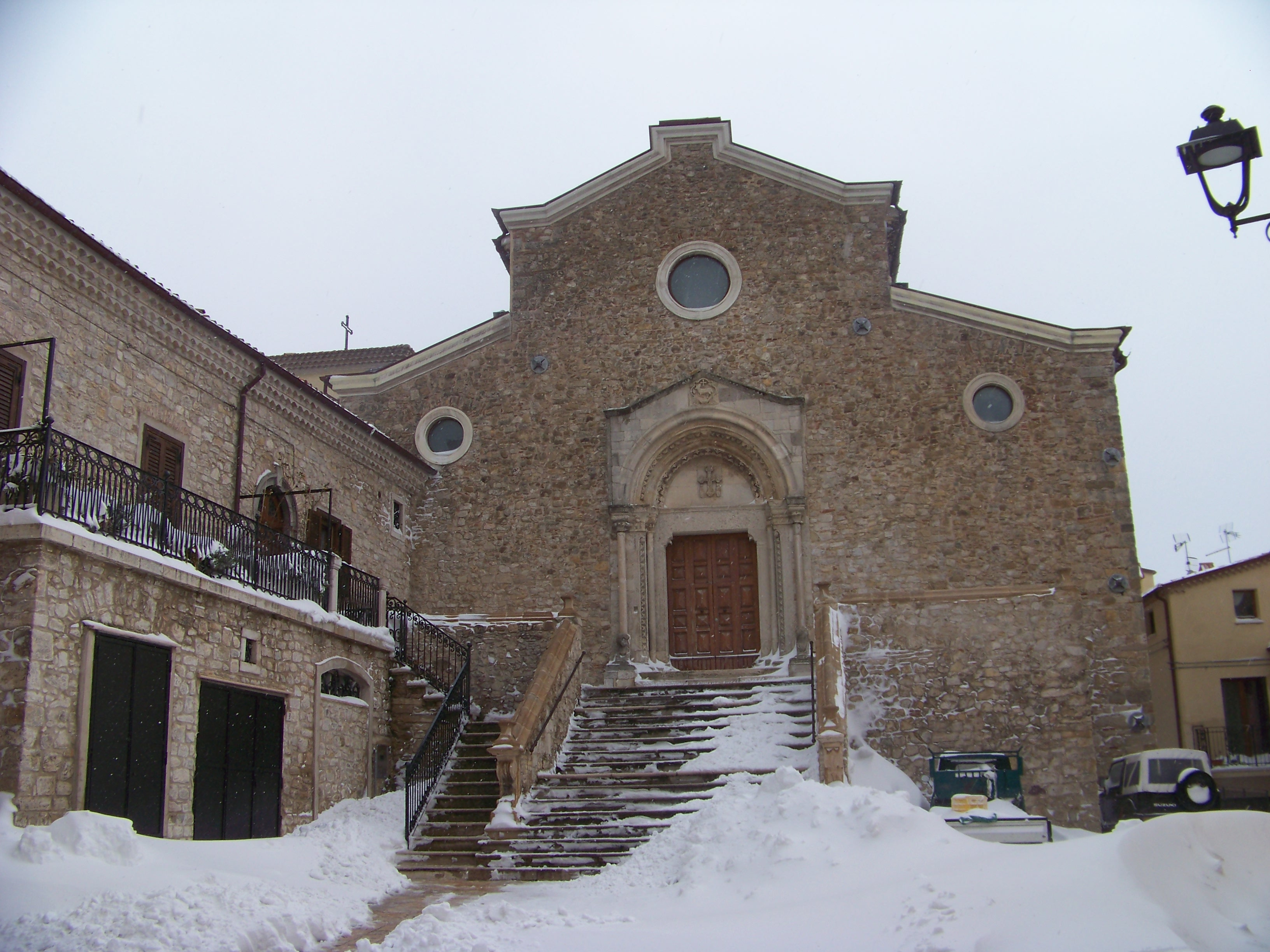
Chiesa madre

### Chiesa parrocchiale di San Giuliano
La chiesa ha una pianta a croce latina con tre navate. Costruita nel XIV secolo, conserva l'antica facciata con portale gotico trilobato con due leoni scolpiti. La facciata ha tre rosoni. L'interno ha colonne medievali e decorazioni barocche del XVIII secolo.

### Monastero ex abbazia di Sant'Elena

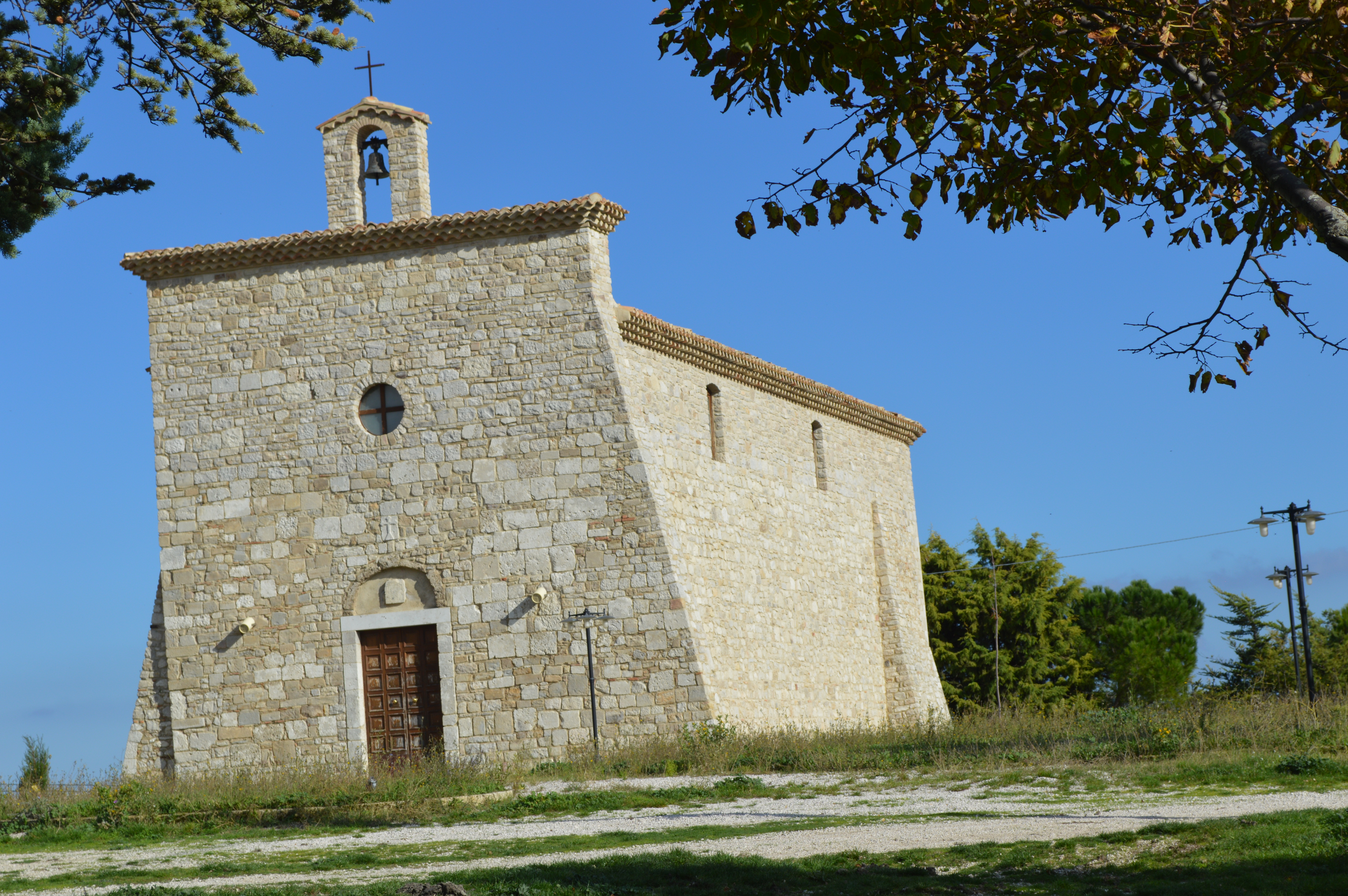
Cappella di Sant'Elena

Il monastero è la minima parte di una vecchia abbazia che apparteneva al ducato di Benevento. Costruita nel IX secolo, l'abbazia decadde dopo le incursioni saracene del XVI secolo. La chiesa locale è una sorta di santuario a navata unica, con campanile a vela e decorazioni barocche. L'interno conserva aspetti medievali.

### Palazzo marchesale e torre saracena
Fu costruito come castello dai Normanni. Nel medioevo fece parte del ducato di Benevento e si trasformò in palazzo marchesale nel XVIII secolo, con evidenti cambiamenti architettonici. Oggi è un palazzo feudale con cortile interno.

La torre è collegata al palazzo e ha forma rettangolare (XVI secolo).

### Siti archeologici

#### Parco archeologico: sepolcreto e villa rustica di Piana Quadrata
Nella località di Piana Quadrata, in occasione dei lavori per il villaggio temporaneo destinato ad accogliere i senza tetto dopo il terremoto del 2002, è stato scoperto un sito archeologico, indagato nel 2004.
Frammenti ceramici testimoniano una frequentazione già nell'età del bronzo, mentre un insediamento stabile risulta presente in epoca successiva; si sono rinvenute tracce di una fornace e di un sepolcreto arcaico (VI - inizi del V secolo a.C.) con tombe a fossa con ricco corredo (prevalentemente tombe femminili), a due a due racchiuse da tumuli di terra limitati da lastre in pietra.
Alla fine del II secolo a.C. si ha l'impianto di una grande villa rustica, della quale è stato messo in luce l'ambiente destinato alla spremitura per la produzione di vino od olio (torcular). Nel pavimento in opus spicatum (mattoncini disposti a spina di pesce) era ricavata una canaletta che portava il liquido ad un grande dolio in terracotta interrato. Un altro ambiente ospitava l'officina di un fabbro. La villa venne abbandonata alla fine del I secolo d.C. in seguito ad un terremoto o ad una grande frana. All'epoca finale della vita della villa risale una ricca tomba femminile, probabilmente della proprietaria. Qualche secolo dopo, in epoca tardo-antica, la stessa tomba ospitò altri due adulti e un bambino.

## Terremoto
Durante le prime fasi del terremoto del Molise fu costruito a circa un chilometro di distanza dall'abitato, nel sito del campo sportivo (dove erano state montate le tende e poi messe le roulotte per l'emergenza), un villaggio temporaneo di casette in legno per ospitare gli sfollati del paese con scuola, uffici comunali, caserma e negozi; il villaggio è stato progressivamente abbandonato negli anni mentre proseguiva la ricostruzione del paese.
Attualmente il villaggio è del tutto disabitato. A un centinaio di metri di distanza fu realizzata una discarica provvisoria per i calcinacci del paese che si accumulavano durante la demolizione delle abitazioni danneggiate; dopo lo smantellamento della discarica è stata costruita sul medesimo sito una centrale a pannelli solari. A pochi metri dalla centrale era stato costruito un eliporto per l'emergenza-terremoto, attualmente inutilizzato.

## Società

### Evoluzione demografica
Abitanti censiti

## Amministrazione
Di seguito è presentata una tabella relativa alle amministrazioni che si sono succedute in questo comune.
| Periodo        | Periodo        | Primo cittadino        | Partito                             | Carica  | Note  |
| -------------- | -------------- | ---------------------- | ----------------------------------- | ------- | ----- |
| 5 luglio 1985  | 2 giugno 1990  | Giuseppe Astore        | Democrazia Cristiana                | Sindaco | [ 5 ] |
| 2 giugno 1990  | 24 aprile 1995 | Antonio Di Stefano     | Democrazia Cristiana                | Sindaco | [ 5 ] |
| 24 aprile 1995 | 14 giugno 1999 | Antonio Mario Borrelli | Partito Democratico della Sinistra  | Sindaco | [ 5 ] |
| 14 giugno 1999 | 14 giugno 2004 | Antonio Mario Borrelli | lista civica                        | Sindaco | [ 5 ] |
| 14 giugno 2004 | 8 giugno 2009  | Luigi Barbieri         | lista civica                        | Sindaco | [ 5 ] |
| 8 giugno 2009  | 26 maggio 2014 | Luigi Barbieri         | lista civica                        | Sindaco | [ 5 ] |
| 26 maggio 2014 | 27 maggio 2019 | Luigi Barbieri         | lista civica Uniti per San Giuliano | Sindaco | [ 5 ] |
| 27 maggio 2019 | in carica      | Giuseppe Ferrante      | lista civica Tu protagonista        | Sindaco | [ 5 ] |

## Galleria d'immagini

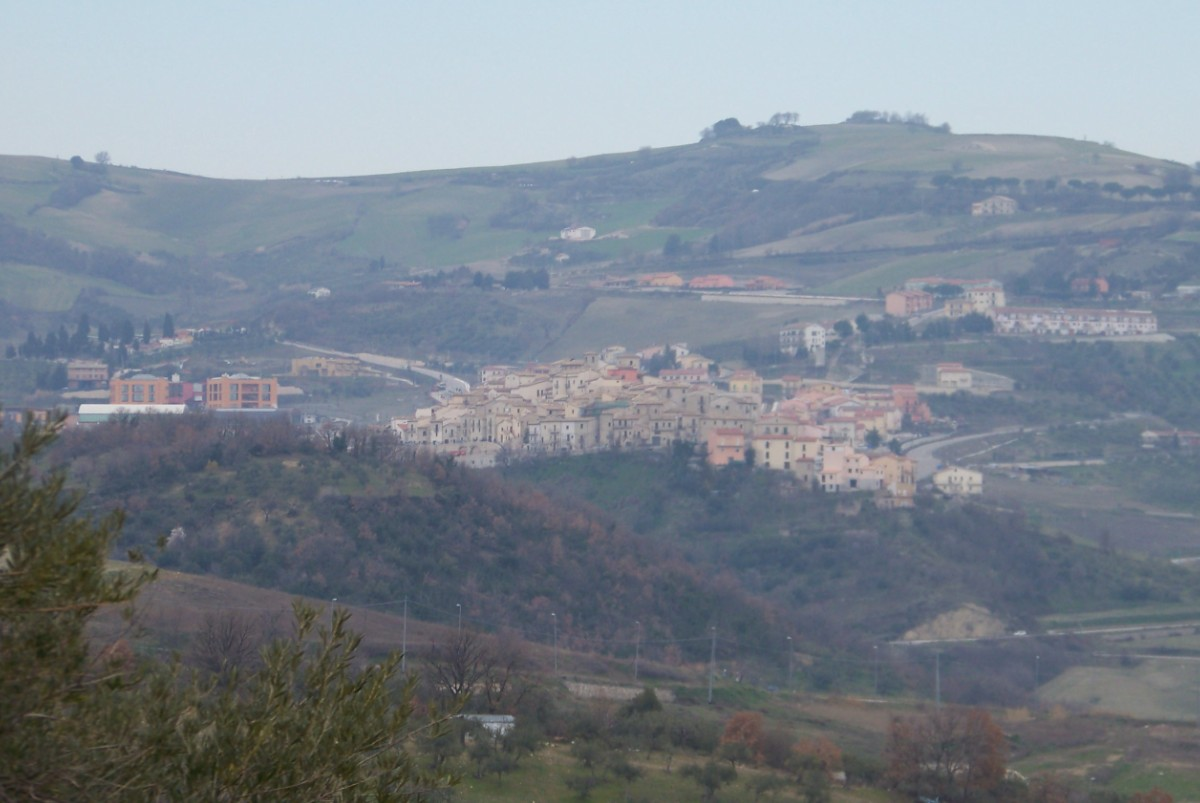
Panorama
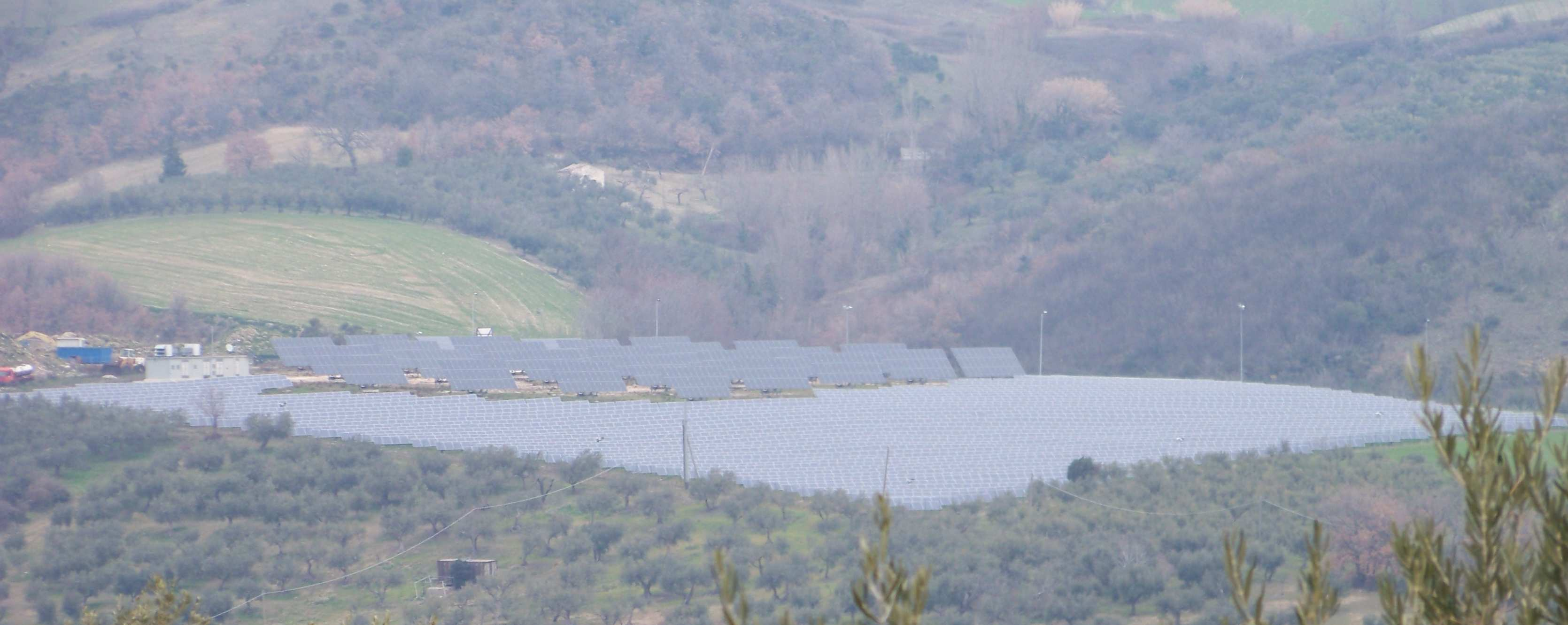
Centrale solare
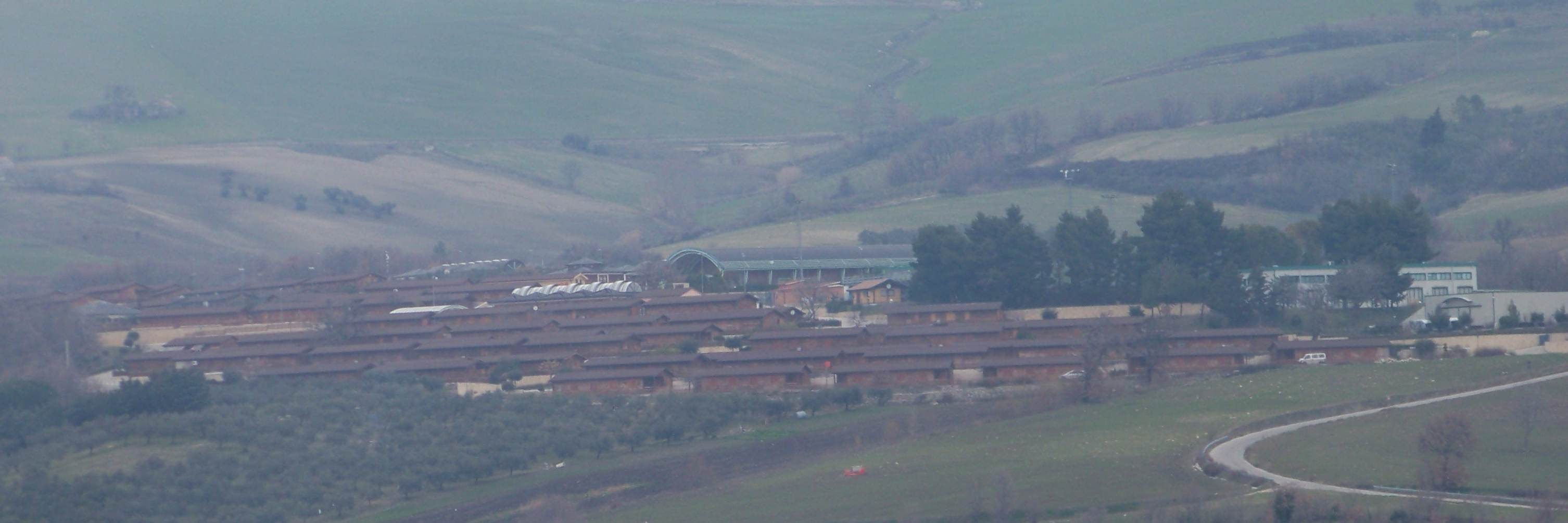
Villaggio temporaneo post-terremoto